# حیات وحش گینه بیسائو

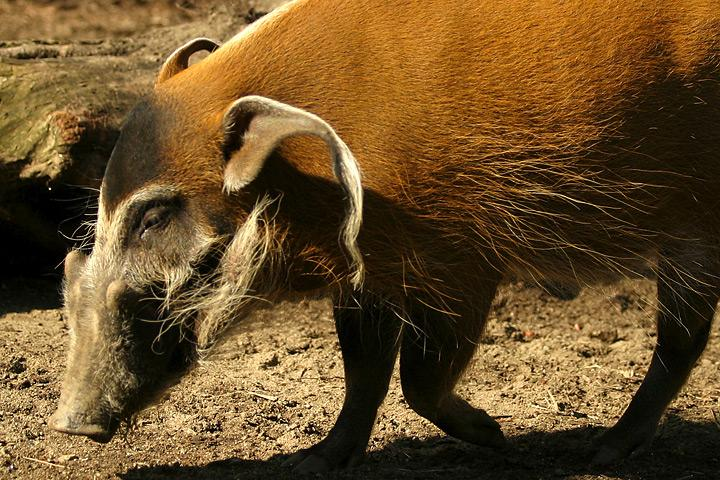
گراز رودخانه سرخ

گینه بیسائو کشوری در غرب آفریقا است که تنوع زیستی غنی‌ای دارد.

## حیوانات شکارچی
هنوز مباحثه زیادی در مورد وضعیت بسیاری گونه‌های شکارچی در گینه بیسائو وجود دارد. این بخشی به این دلیل است که خیلی از کشور هنوز مطالعه‌نشده باقی مانده و نیز به‌خاطر طبیعت رازناک بسیاری گونه‌های شکارچی. شیر برای مثال در ارزیابی این جانور توسط فهرست سرخ آی‌یوسی‌ان در سال ۲۰۱۴ در میان گونه‌های احتمالاً منقرض‌شده در گینه بیسائو قرار گرفت. با این حال، در سال ۲۰۱۶ باز هم عکسی از یک شیر در جنوب شرقی منطقه بوئه توسط یک دوربین تله‌ای گرفته شد.